# Walk Hard: Die Dewey Cox Story
Walk Hard: Die Dewey Cox Story ist eine US-amerikanische Filmkomödie aus dem Jahr 2007. Regie führte Jake Kasdan, der auch gemeinsam mit Judd Apatow das Drehbuch schrieb. Es handelt sich um eine Parodie auf Musiker-Biopics wie insbesondere Walk the Line.

## Handlung
Der Film erzählt vom Leben des fiktiven Musikers Dewey Cox aus der kleinen Gemeinde Springberry im Bundesstaat Alabama. Nicht nur, dass das Leben der Gemeinde in den 1940er Jahren beschwerlich genug ist, auch steht der jüngere der zwei Cox-Brüder, Dewey, im Schatten seines talentierteren Bruders Nate.
Der kleine Cox verschuldet beim Spielen mit Nate einen Unfall, bei dem der Körper seines Bruders von einer rasiermesserscharfen Machete zerschnitten wird. Sein Vater sagt, das falsche Kind wurde getötet. Dewey wird von Schuldgefühlen geplagt und verfällt in eine Depression, in deren Folge er seinen Geruchssinn verliert.
Im Alter von 14 Jahren nimmt Dewey mit unerwartet großem Erfolg an einem Talentwettbewerb teil und verlässt bald darauf sein Elternhaus mit seiner neuen Freundin Edith. Mit 15 hat er bereits ein Kind und träumt von der ganz großen Karriere als Musiker. Als er in dem Nachtclub, in dem er als Putzmann arbeitet, für einen berühmten Musiker einspringt, wird er entdeckt und landet mit Walk Hard seinen ersten großen Hit.
Er trifft auf seinen Tourneen immer wieder auf Berühmtheiten wie Buddy Holly oder Elvis Presley. Bei einem Auftritt fängt er schließlich an, Marihuana zu rauchen, und von da an betrügt er auch seine Frau Edith mit unzähligen jungen Frauen. Als seine Mutter, während sie zu seiner Musik tanzt, stirbt, versinkt er immer tiefer im Drogensumpf. Nach einem ekstatischen Auftritt lernt er Darlene Madison kennen, mit der er ein Duett einsingt. Zwischen den beiden beginnt es zu knistern. Sie heiraten schließlich, doch in der Hochzeitsnacht taucht Edith auf. Beide Frauen trennen sich von ihm. Die Drogenabstürze häufen sich. Er wird schließlich mit 21 wegen Drogenbesitz verhaftet und muss sich einem Entzug unterziehen. Darlene besucht ihn im Entzug, und die beiden finden wieder zueinander. Dewey wird 1966 Hippie, fängt eine Folkkarriere an und reist mit den Beatles nach Indien. Dort probiert er LSD und dreht völlig ab. Sein Konzeptalbum scheitert an seinen völlig absurden Vorstellungen, seine Band und schließlich auch seine Frau verlassen ihn.
In einem erneuten Entzug hat er eine Vision von seinem Bruder, der ihn antreibt, neu zu beginnen. Dewey leidet jedoch unter einer Schreibblockade. Auf dem Sender CBS versucht er ein Comeback, doch die Serie Der unglaubliche Hulk schlägt ihn immer wieder. Er beschließt, mit seinem Vater ins Reine zu kommen. Dieser fordert ihn jedoch zu einem Macheten-Duell auf und halbiert sich versehentlich selbst. Sterbend verzeiht er seinem Sohn.
Dewey beschließt, häuslich zu werden, und kümmert sich um seine 36 Kinder und Stiefkinder. Darlene, die sich von Glen Campbell getrennt hat, kehrt zu ihm zurück, und sie führen ein bürgerliches Leben. Als ein bekannter Gangsta-Rapper mit einem Walk Hard-Sample einen Hit landet, bekommt Cox einen Lifetime-Award. Zum ersten Mal seit 25 Jahren tritt er live auf, stirbt aber, wie eine Einblendung verkündet, drei Minuten nach seinem Auftritt.

## Kritiken
James Berardinelli schrieb auf ReelViews, der Film sei kein weiterer humorloser Parodieversuch, sondern sei besser als die zahlreichen Parodien zuvor; viele Witze würden dennoch nicht funktionieren. Er parodiere vorwiegend den Film Walk the Line. John C. Reilly verleihe dem klischeebehafteten Charakter von Dewey Cox menschliche Qualität.
Michael Rechtshaffen bezeichnete den Film in der Zeitschrift The Hollywood Reporter vom 17. Dezember 2007 als eine perfekt gestimmte Musikkomödie, die den talentierten John C. Reilly endlich zum Star mache („a pitch-perfect musical comedy that at long last moves the talented John C. Reilly up the billing ladder from second banana to top banana“).

## Auszeichnungen
John C. Reilly als Bester Hauptdarsteller – Komödie oder Musical und der Song Walk Hard als Bester Filmsong wurden für den Golden Globe Award 2008 nominiert.

## Hintergründe
Der Film wurde in Los Angeles gedreht. Die Produktionskosten betrugen schätzungsweise 35 Millionen US-Dollar. Die breite Veröffentlichung in den Kinos der USA begann am 21. Dezember 2007; bis zum 6. Januar 2008 spielte der Film etwa 17,3 Millionen US-Dollar ein.